# SCons
SCons é uma ferramenta de automação multiplataforma e open source usada para construir e instalar software através de scripts feitos em Python. Seu objetivo é ser uma alternativa ao método tradicional de compilação de código fonte. Seu funcionamento é similar ao GNU Build System ou CMake.
Scons gera configurações de projeto e constrói implementações de processos usando scripts Python.

## História
O SCons começou em 1999. O SCons teve origem em 1999 como Cons, uma ferramenta escrita em Perl por Bob Sidebotham, e é o componente subjacente do construtor de software ScCons. Em agosto de 2000, o ScCons ganhou o projeto Software Carpentry, o concurso de construção SC, e depois de o ScCons se ter tornado um projeto independente, passou a chamar-se SCons para indicar que não estava afiliado ao Software Carpentry.
O SCons inspirou o projeto Waf, inicialmente conhecido como SCons/BKsys, que se tornou um dos projectos de software desenvolvidos pela comunidade KDE, mas eventualmente o projeto KDE escolheu o CMake.